# آلیسا تیشچنکو
آلیسا تیشچنکو (روسی: Алиса Максимовна Тищенко؛ IPA: [ɐˈlʲisə ˈtʲiɕ:ɪnkə]؛ زادهٔ ۱۷ فوریهٔ ۲۰۰۴) ژیمناست ریتمیک اهل روسیه است.